# گوزن‌موش‌های خال‌دار
گوزن‌موش‌های خال‌دار (نام علمی: Moschiola) نام یک سرده از تیره گوزن‌موشان است. تا کنون سه گونه از این جانوران از جنگل‌های هند و سری‌لانکا گزارش شده‌اند.
| تصویر | نام علمی                 | نام رایج                  | پراکندگی             |
| ----- | ------------------------ | ------------------------- | -------------------- |
|       | M. meminna sensu stricto | موش‌آهوی خالدار سری‌لانکایی | مناطق خشک سریلانکا   |
|       | M. indica                | موش‌آهوی خالدار هندی       | جنوب آسیا تا نپال    |
|       | M. kathygre              | موش‌آهوی خالدار زردنواری   | مناطق مرطوب سریلانکا |